# Шемпетер-при-Гориці
Шемпетер-при-Гориці (словен. Šempeter pri Gorici, італ. San Pietro di Gorizia) — місто й адміністративний центр общини Шемпетер-Вртойба, Регіон Горишка, Словенія. Висота над рівнем моря: 72 м. Розташоване біля перетину кордону неподалік від м. Гориція, з яким протягом більшої частини своєї історії була пов'язане. З 1947 року починає тяжіти до новоствореного міста Нова Гориця, з яким утворює безперервну агломерацію.

## Відомі уродженці
- Жига Ліпущек — словенський футболіст.